# Tjerni Lom
Tjerni Lom (bulgariska: Черни Лом) är ett vattendrag i Bulgarien.   Det ligger i regionen Ruse, i den nordöstra delen av landet, 240 km nordost om huvudstaden Sofia.
Trakten runt Tjerni Lom består till största delen av jordbruksmark. Runt Tjerni Lom är det ganska glesbefolkat, med 27 invånare per kvadratkilometer.